# سياحة الغوص
سياحة الغوص هي صناعة تعتمد على خدمة متطلبات الغواصين الترفيهية في وجهات أخرى غير المكان الذي يعيشون فيه. وتشمل جوانب مثل التدريب، وبيع المعدات، واستئجار الخدمات، والخبرات الموجهة، والسياحة البيئية.
وتعتبر دوافع السفر للغوص معقدة وقد تختلف اختلافًا كبيرًا في أثناء تطور الغواص وخبرته. ويمكن أن تختلف المشاركة من زيارة واحدة إلى عدة رحلات مخصصة في السنة على مدى عدة عقود. وتنقسم المقاصد الشعبية إلى عدة مجموعات، بما في ذلك الشعاب الاستوائية وحطام السفن وأنظمة الكهوف، وكل منها ترتاده مجموعة خاصة من المتحمسين، مع بعض التداخل. وعادة ما يغوص في مواقع الشعاب المرجانية في المياه المفتوحة والمعتدلة الأشخاص الذين يعيشون في مكان قريب نسبيًا.
تقدم الصناعة السلع والخدمات المادية وغير المادية على حد سواء. ويشمل العنصر الملموس توفير المعدات للتأجير والبيع، في حين تشمل الأصول غير الملموسة التعليم وتنمية المهارات، والسلامة والراحة عن طريق خدمات رحلات الغوص وخدمات التوجيه في الغطس.
ويعتمد رضا العملاء إلى حد كبير على جودة الخدمات المقدمة، وللاتصال الشخصي تأثير قوي على شعبية مقدمي خدمات معينة في المنطقة.
تعد سياحة الغوص صناعة نمو، ومن الضروري النظر في الاستدامة البيئية، حيث يمكن أن يؤثر التأثير المتزايد للغواصين سلبًا على البيئة البحرية بعدة طرق، ويعتمد التأثير أيضًا على البيئة المحددة. تجذب نفس ظروف البحر المبهجة -التي تسمح بتطوير إيكولوجيا دقيقة نسبيًا وشديدة التنوع- أكبر عدد من السياح، بمن فيهم الغواصون الذين يغوصون بصورة غير متكررة، في العطل فقط، ولا يطوّرون مطلقًا المهارات اللازمة للغوص بطريقة ملائمة للبيئة. وقد وجدت العديد من الدراسات أن السبب الرئيسي للتواصل من قبل الغواصين غير ذوي الخبرة هو ضعف السيطرة على الطفو، وأن الضرر الذي يلحق بالشعاب من قبل الغواصين يمكن التقليل منه عن طريق تعديل سلوك هؤلاء الغواصين. وقد وضعت عدة منهجيات بهدف التقليل إلى أدنى حد من الأثر البيئي للغواصين على الشعاب المرجانية بحيث يمكن للصناعة أن تستمر في التنمية المستدامة.
الغوص هو نشاط مكثف للمعدات، يتطلب نفقات رأسمالية كبيرة لإنشاء منفذ للبيع بالتجزئة مع مجموعة متوقعة من المعدات ومرافق للتعبئة. قوارب الغوص هي نفقات رأسمالية كبيرة، مع تكاليف تشغيل عالية. وهناك أيضًا جوانب تتعلق بالصحة والسلامة للمشغل والعميل. تعد مراقبة الجودة الكافية ضرورية لتجنب تقديم منتج ضار. تكلفة التأهل كمدرب غطس كبيرة من حيث الوقت والمال.
تتأثر الاستدامة الاقتصادية بالوعي البيئي وحفظه، وتقديم الخدمات ورضا العملاء، والإدارة المستدامة للأعمال التجارية. يمكن إدارة قضايا المسؤولية عن طريق استخدام الإعفاءات، وإقرارات اللياقة الطبية للغوص، والالتزام بأفضل المعايير الصناعية، وتأمين المسؤولية العامة. 

## التاريخ
يرتبط تاريخ سياحة الغوص بتاريخ تطوير معدات الغوص وتوفرها، وتطوير أنظمة التدريب التي أتاحت النشاط لأعداد كافية لدعم هذه الصناعة. وتشمل تطورات المعدات الرئيسية منظم الدائرة المفتوحة، ومعوض الطفو، وبذلة الغوص، ومقياس الضغط الغاطس، وكمبيوتر الغوص، وغاز التنفس النيتروكس. 

## الدافع
نُسبت دوافع الغواصين إلى المغامرة والتعلم والهروب والتفاعل الاجتماعي والمكانة والتحدي والإثارة، وعلى الرغم من أن هذه الدوافع ربما تكون صالحة لمعظم الغواصين المبتدئين وبعض الغواصين على المدى الطويل، فإن دوافع المتحمسين على المدى الطويل قد تكون أكثر تعقيدًا. وعادة ما يرتبط تطوير الغواص الترفيهي من مبتدئ إلى غواص ذي خبرة باكتساب وتحسين المهارات، وغالبًا ما يرافقه تحول في دوافع الغوص. وبالمثل، فإن توقعات تجربة الغوص والرضا عن التجربة المتاحة في مواقع الغوص المختلفة والمواقف تجاه البيئة تحت الماء سوف تتغير لدى الغواصين الذين يستمرون في الغوص على المدى الطويل وبشكل متكرر نسبيًا. إن الرغبة في التحسين والتعلم من أجل النمو الشخصي والرضا على المدى الطويل والوفاء المستمد من هذا التعلم أمر شائع لدى مثل هؤلاء الغواصين. وهذا يمكن أن يكون عاملًا هامًا في توفير المعلومات لتخطيط سياحة الغوص وإدارتها.